# Виводок (фільм)
Виводок (англ. The Brood) — канадський фільм жахів 1979 року.

## Сюжет
Психотерапевт Реглан проводить експерименти над своїми пацієнтами і вчить їх проявляти своє почуття люті, а не тримати його в собі. Після таких експериментів одна з пацієнток Нола починає народжувати дітей-мутантів, які полюють на всіх, хто наблизиться до їхньої матері.

## У ролях
| Актор               | Роль                         |
| ------------------- | ---------------------------- |
| Олівер Рід          | доктор Гел Реглан            |
| Саманта Еггар       | Нола Карвет                  |
| Арт Гіндл           | Френк Карвет                 |
| Генрі Бекман        | Бартон Келлі                 |
| Нуала Фіцджералд    | Джуліана Келлі               |
| Сінді Гіндс         | Кендіс Карвет                |
| Сьюзен Гоган        | Рут Майер                    |
| Гарі МакКіхан       | Майк Треллан                 |
| Майкл Маджі         | інспектор                    |
| Роберт А. Силверман | Ян Гартог                    |
| Джозеф Шоу          | коронер                      |
| Ларрі Солвей        | юрист                        |
| Райнер Шварц        | доктор Біркін                |
| Фелікс Сілла        | істота                       |
| Джон Фергюсон       | істота                       |
| Ніколас Кемпбелл    | Кріс                         |
| Мері Свінтон        | Венді                        |
| Джеррі Костур       | будівельник                  |
| Кріс Бріттон        | людина в аудиторії           |
| Елайджа Сиглер      | Самсон, в титрах не вказаний |